# Чемпіонство WWE
Чемпіонство WWE (англ. WWE Championship) — світовий титул професійного промоутерської компанії реслінгу WWE і зараз належить бренду SmackDown. Титул був створений World Wide Wrestling Federation (WWWF) в 1963 році, як «чемпіон світу WWWF у важкій вазі». Першим чемпіоном став Бадді Роджерс. Це найстаріший титул, визнаний компанією, є водночас і найпрестижнішим.
Чинним володарем титулу є Коді Роудс.

## Історія

Діаграма, що показує еволюцію різних світових титулів чемпіона у важкій вазі.

### Початок
Титул було засновано в 1963 році, а першим чемпіоном став Бадді Роджерс. Однак, його появі передували події, що сталися в NWA, яка мала надзвичайно багато гілок та підконтрольних компаній. У 1950-х Capitol Wrestling Corporation (CWC) увійшла до складу NWA і до 1963 року виконавча влада CWC почала володіти контрольним пакетом NWA. Протягом цього часу Бадді Роджерс був чемпіоном світу NWA у важкій вазі до 24 січня 1963 року, коли Лу Тез переміг Роджерса і здобув титул. Результат матчу викликав незадоволення та протест функціонерів CWC, що привело до виходу CWC зі складу NWA та зміни назви на World Wide Wrestling Federation (WWWF). Чемпіонство світу WWWF у важкій вазі було створене і вручене Бадді Роджерсу після проведення турніру в Ріо-де-Жанейро, де той переміг Антоніно Рокка у фіналі. Об'єднавшись з NWA ще раз, WWWF була перейменована на World Wrestling Federation (WWF) в 1979 році; після остаточного закінчення співпраці з NWA в 1983 році, титул став відомим як чемпіон світу WWF у важкій вазі, а на початку 90-х як чемпіон WWF.

### Завойовуючи визначне місце

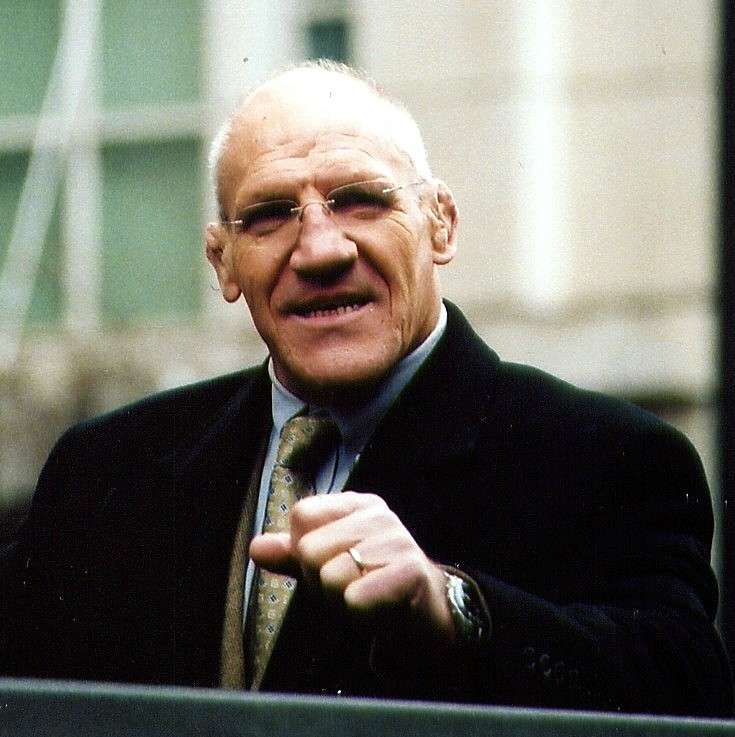
Дворазовий чемпіон і член Зали Слави WWE Бруно Саммартіно, чиє більш ніж семирічне (2803 дні) перше володіння титулом є найдовшим в історії.

В 1991 році World Championship Wrestling (WCW), член NWA, створило власний титул чемпіона світу WCW у важкій вазі для доповнення титулу чемпіона NWA. Після відділення від NWA, WCW поступово перетворилась на головного суперника WWF. Обидві компанії стрімко завойовували аудиторію і були остаточно втягнені в телевізійні рейтингові війни, яким дали назву «Monday Night Wars» («війни по понеділках»). Наприкінці рейтингової війни в WCW почався фінансовий спад, який сягнув апогею у березні 2001 року, коли WWF купила WCW. Це дало змогу WWF здобути відеобібліотеку WCW, контракти реслерів і чемпіонські титули. Внаслідок «Вторгнення» (введення реслерів з WCW в сюжет WWF), чемпіонство WCW було об'єднано з чемпіонством WWF на Vengeance 2001. Тоді Кріс Джеріко переміг спершу Скелю в матчі за титул чемпіона WCW, а потім Стіва Остіна в матчі за титул чемпіона WWF, здобувши обидва титули. У 2002 році Тріпл Ейч увів єдиний пояс Беззаперечного чемпіона.

### Беззаперечний чемпіон
У 2001 році, після того як команда WWF побила команду Альянсу (WCW/ECW) на Survivor Series цього ж року, суперзірки Альянсу стали невід'ємною частиною планів WWF. Було двоє світових чемпіонів: Скеля, який був чемпіоном WCW та Стів Остін, який володів титулом чемпіона WWF. Згодом було анонсовано, що наступне ППВ після Survivor Series — Vengeance, носитиме гасло «Один Беззаперечний чемпіон». Також було оголошено, що відбудуться три матчі для об'єднання титулів чемпіона WCW і WWF: Курт Енгл проти Стіва Остіна за чемпіонство WWF, Кріс Джеріко проти Скелі за чемпіонство WCW, а переможці зустрінуться між собою. Остін переміг Енгла, зберігши чемпіонство WWF, а Джеріко побив Скелю, ставши новим чемпіоном WCW. Після цього, Джеріко зустрівся з Остіном і переміг, об'єднавши титули чемпіона WWF і WCW у єдиний титул Беззаперечного чемпіона WWF. Джеріко, визнаний WWE як останній чемпіон WCW, продовжував носити і Великий Золотий пояс (як «світове чемпіонство»), і пояс чемпіона WWF (як чемпіонство WWF), але мав один титул. Він тримав титул протягом чотирьох місяців, поки не втратив його на WrestleMania X8 в матчі проти Тріпл Ейча. Рік Флер вручив новий пояс Беззаперечного чемпіона WWF Тріпл Ейчу на першому Raw після переходу титулу до нього. Гравець продовжував тримати титул протягом місяця, поки не програв його на Backlash 2002 в матчі проти Халка Хогана.
Через купівлю WCW кількість реслерів у WWF зросла вдвічі, що призвело до поділу на два телевізійні бренди: Raw та Smackdown. У травні 2002 року WWF була перейменована на World Wrestling Entertainment (WWE) і титул став відомим як Беззаперечний чемпіон WWE. Внаслідок цих змін, Беззаперечне чемпіонство залишилося не приєднаним до будь-якого бренда, оскільки конкуренти від обох брендів могли вимагати Беззаперечного чемпіона. Після призначення Еріка Бішоффа і Стефані МакМен генеральними менеджерами брендів Raw та SmackDown відповідно, Стефані підписала контракт з Беззаперечним чемпіоном Броком Леснаром для SmackDown, залишивши бренд Raw без світового титулу. До того ж, Леснар заявив, що захищатиме титул лише проти когось зі SmackDown. Тому 2 вересня, Ерік Бішофф оголосив про створення чемпіонства світу у важкій вазі для бренда Raw, яке відокремилося від Беззаперечного титулу. Відразу після цього, титул Беззаперечного чемпіона став відомим як чемпіон WWE.
У липні 2011 року відбулася сюжетна лінія з СМ Панком, де він присягнувся залишити WWE разом із чемпіонством WWE, коли його контракт закінчиться 17 липня (дата ППВ Money in the Bank 2011). У події, СМ Панк переміг чемпіона Джона Сіну і виграв титул, залишивши компанію без чемпіонського пояса. На Raw 25 липня відбувся турнір за нове чемпіонство WWE. У фіналі Рей Містеріо переміг Міза та став новим чемпіоном WWE, але програв титул тієї ж ночі Джону Сіні, який вдев'яте виграв цей титул. Проте, після перемоги Сіни в компанію повернувся СМ Панк зі своїм поясом чемпіона WWE. Таким чином, вперше стало двоє чемпіонів WWE. На SummerSlam СМ Панк переміг Сіну і став Беззаперечним чемпіоном WWE.

### Визначення бренда

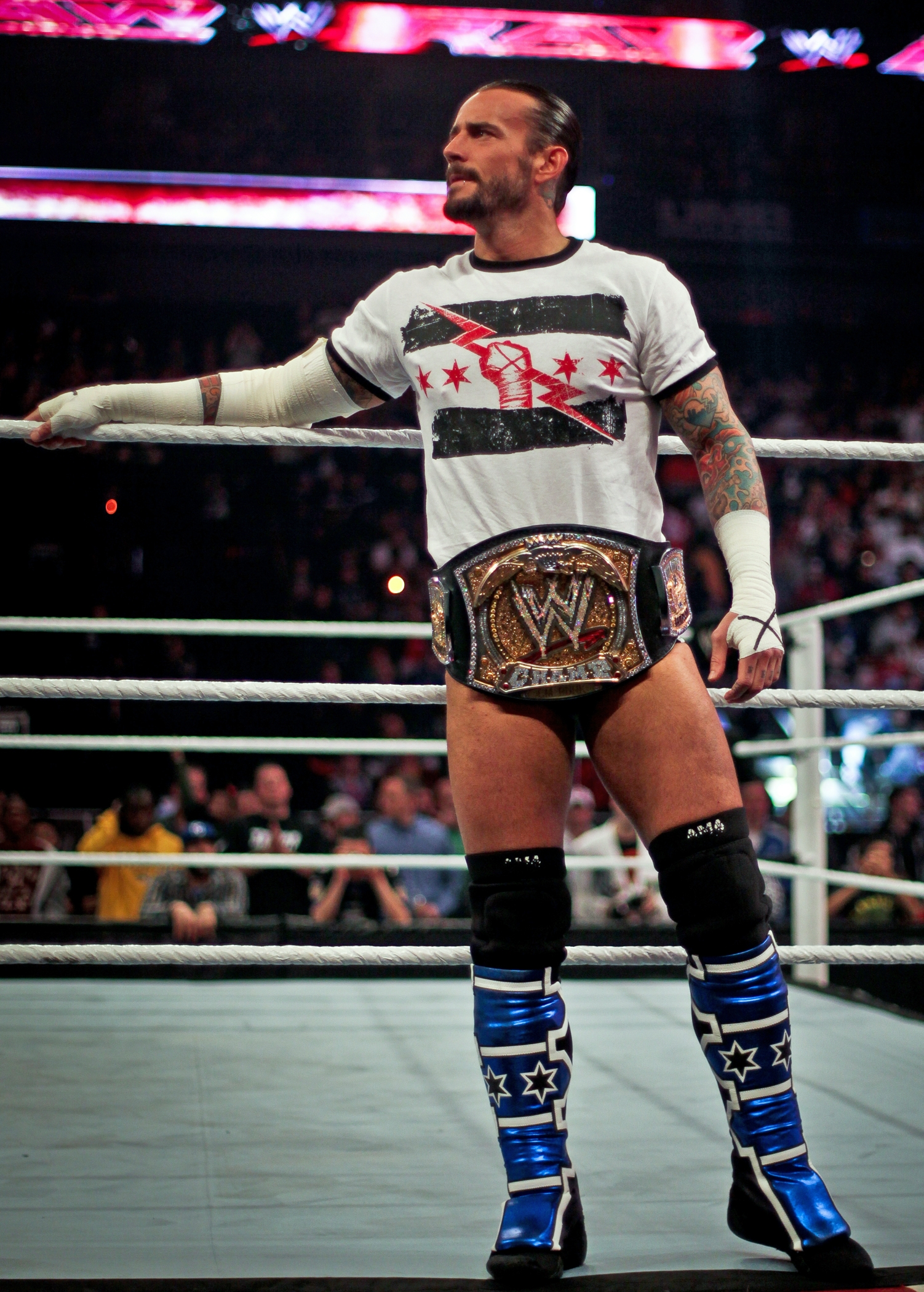
Дворазовий чемпіон СМ Панк (показаний з версією титулу «spinner», який використовувався з 2005 до 2013) — чиє друге володіння було найдовшим за останні 25 років (названих WWE як «Сучасна ера») і тривало 434 дні

Після поділу на бренди був запроваджений щорічний Драфт WWE. У 2002 році Рік Флер і Вінс Макмегон очолили бренди Raw та SmackDown відповідно. Генеральні менеджери Raw та SmackDown брали участь у відбірній лотереї, в якій вибирали реслерів для переходу до іншого бренда. Якщо задрафтованим був чемпіон, то він переходив разом зі своїм титулом в інший бренд і ставав ексклюзивним для нього. Після трьох років перебування на бренді SmackDown, чемпіонство WWE змінило бренд під час Драфту WWE 2005, на якому чемпіон WWE Джон Сіна перейшов на арену Raw, а чемпіон світу у важкій вазі Батиста — на SmackDown. 11 червня 2006 року, на ECW One Night Stand, Роб Ван Дам успішно використав свій контракт Money in the Bank на матч за чемпіонство WWE проти чемпіона Джона Сіни. Власник контракту може гарантовано отримати матч за титул чемпіона WWE або світу у важкій вазі будь-коли за його вибором. Ван Дам переміг Сіну, вигравши чемпіонство і перенісши титул на тоді зниклий бренд ECW, бренд WWE створений від купівлі промоушна Extreme Championship Wrestling. 3 липня 2006 року, Едж переміг Сіну і Ван Дама в трьохсторонньому матчі, вигравши титул чемпіона WWE, тим самим повернув його на бренд Raw. Після Драфту WWE 2008, чемпіон WWE Тріпл Ейч перейшов на SmackDown, перенісши титул до цього бренда. На наступний рік, титул став ексклюзивним для Raw після того, як Тріпл Ейч перейшов назад до бренда під час Драфту WWE 2009. На Elimination Chamber 2010 Батиста виграв титул в Джона Сіни, зробивши його ексклюзивним для Raw, коли чемпіон був переведений на Raw.
25 травня 2016, WWE повідомило, що SmackDown виходитиме щовівторка наживо починаючи з 19 липня. 20 червня WWE анонсувала повернення Драфту між Raw і SmackDown, який став SmackDown Live. 18 липня керівник SmackDown Live Шейн Макмен призначив Денієля Браяна генеральним менеджером SmackDown, а керівник Raw Стефані МакМен призначила Міка Фоулі генеральним менеджером Raw.

### Возз'єднання титулу і другий поділ
15 грудня 2013 року, на ППВ TLC: Tables, Ladders, & Chairs, чемпіон WWE Ренді Ортон переміг чемпіона світу у важкій вазі Джона Сіну в TLC матчі, об'єднавши титули. Титул чемпіона WWE було перейменовано на чемпіон світу WWE у важкій вазі. Об'єднане чемпіонство зберегло походження чемпіонства WWE.
На Raw 27 червня титулу чемпіона світу WWE у важкій вазі повернули назву чемпіон WWE; Внаслідок відновлення поділу на бренди, 19 липня чемпіон WWE Дін Емброус перейшов на SmackDown. Емброус захистив титул на Battleground 24 липня проти Сета Ролінса і Романа Рейнса з Raw, зробивши титул ексклюзивним для SmackDown Live. На Raw 25 липня, щоб вирішити проблему відсутності світового титулу бренда, створили титул всесвітнього чемпіона WWE, а перший чемпіон визначиться на SummerSlam. 26 липня 2016 року, WWE.com повідомив про перейменування титулу на чемпіон світу WWE.. 12 грудня 2016 року, WWE.com повідомив про перейменування титулу на чемпіон WWE.

## Вигляд пояса

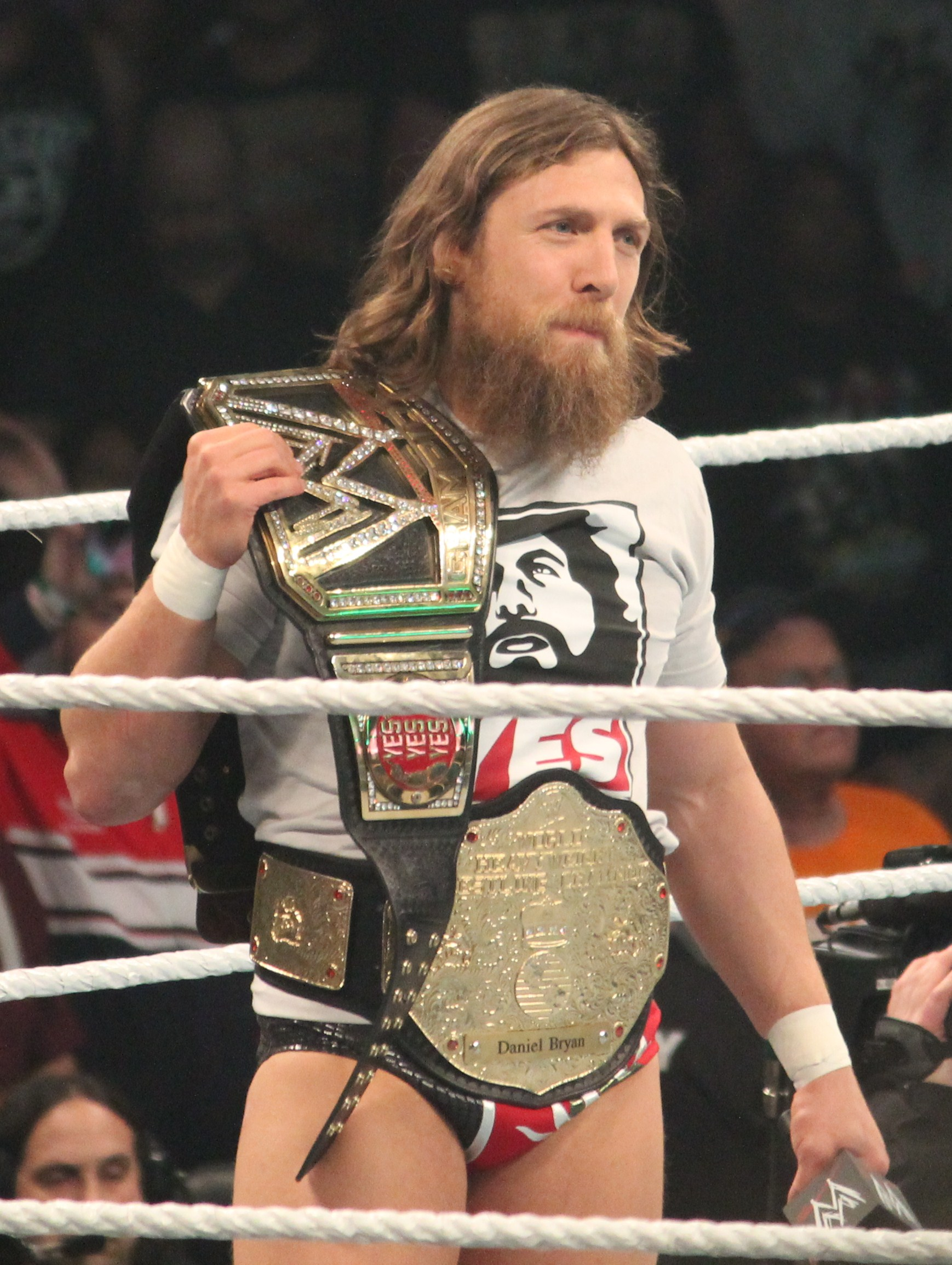
Триразовий чемпіон Денієл Браян — показаний з версією титулу 2013—2014 (над його плечем). Як тільки чемпіонство WWE було об'єднано з чемпіонством світу у важкій вазі, чемпіон також носив Великий Золотий пояс в об'єднанні з поясом чемпіона WWE з грудня 2013 до серпня 2014.

Спеціальні пояси були створені, щоб відповідати символам певних чемпіонів WWF/WWE:
- Останній Воїн — білі, блакитні і багряні шкіряні ремені
- Стів Остін — пояс Smoking Skull
- Джон Сіна — пояс спінер
- Едж — пояс спінер «Rated-R Superstar»
- Міз — логотип WWE перевертався донизу і це виглядало, як «M»

Набагато більша версія пояса була створена для Андре Гіганта перед WrestleMania III, хоча він ніколи не носив його як чемпіон. Спеціальний чемпіонський пояс проектувався і конструювався для Скелі, який зображував логотип його торговельної марки Brahma Bull в центрі як відповідь на пояс Smoking Skull Остіна, але через творчі причини він ніколи не з'являвся на телебаченні.
Дизайн пояса «Спінер», на якому були золото і діаманти, які символізували хіп-хоп образ Сіни у той час, став основним дизайном чемпіонства WWE з 11 квітня 2005 року до 18 лютого 2013 року. Спочатку на поясі вказувався бренд, до якого він належав. Вперше після введення, пояс зображував унікальний дизайн бокових пластин, на яких можна було прочитати «SmackDown», хоча потім пластини замінили на інші, з написом «Mon-Nite Raw», коли Джон Сіна перейшов до бренда Raw. Коли титул знову став головним чемпіонством SmackDown, після того, як Тріпл Ейч перейшов до цього бренду в 2008 році, пластина Raw була замінена другою боковою пластиною з написом «Чемпіон WWE». До того ж, пояс мав срібний наконечник на кінці шкіряного ременя. Едж спочатку проектував зовсім інший спеціальний пояс, ніж дизайн «Rated R Spinner», який він використовував під час свого другого володіння, проте плани не реалізувалися через обмеження часу.
На Raw 18 лютого 2013 року, Скала урочисто презентував новий пояс чемпіона WWE. Пояс чемпіона мав великий логотип WWE (інкрустований діамантами) усередині великої нестандартної семикутної пластини. Слово «ЧЕМПІОН» зображено великими буквами під логотипом. На кожному боці була межа поділу і велика пластина. За умовчанням (переважно, коли титул був вакантним), бокові пластини складалися з червоного глобуса з логотипом WWE під короною. Володіючі чемпіони мали свої логотипи на бокових пластинах.
Великий Золотий пояс — який був використаний як чемпіонство WCW, чемпіонство світу у важкій вазі та в інших чемпіонствах — був використаний в тандемі з поясом чемпіона WWF, після того, як Кріс Джеріко об'єднав чемпіонства WCW і WWF на Vengeance 2001 у беззаперечне чемпіонство. Рік Флер вручив Тріпл Ейчу єдиний пояс Беззаперечного чемпіона WWE на Raw 4 квітня 2002 року. Після об'єднання титулів чемпіона WWE і чемпіона світу у важкій вазі в 2013 році, Великий Золотий пояс був використаний разом із поясом чемпіона WWE, щоб представити перейменоване титул чемпіона світу WWE у важкій вазі.

Пояс у 2014–2023 роках.

На Raw 18 серпня 2014 року, володіючий чемпіон Брок Леснар, який виграв титул у ніч перед цим, на SummerSlam, представив єдиний пояс чемпіона світу WWE у важкій вазі, який мав злегка оновлений дизайн в результаті того, що WWE вводить новий корпоративний логотип, який спочатку використовувався для WWE Network. Він має велику центральну пластину з розрізом поза логотипом WWE усередині нестандартного семикутника зі словами «ЧЕМПІОН СВІТУ У ВАЖКІЙ ВАЗІ» уздовж нижніх країв, в дуже дрібному шрифті. Великі бокові пластини, подібно до попереднього дизайну, є змінними круглими секціями, що дозволяє чемпіону додати особистий логотип на пояс; звичайні секції зображують золото і червоні світові мапи з логотипом WWE над ними, без корону у вершині пластин, як це було у минулому дизайні пояса. Подібно до Беззаперечного чемпіонства, Великий золотий пояс був скасований із введенням нового пояса.

## Чемпіони
Титул чемпіона WWE був першим світовим титулом, введеним в WWF у 1963 році. Першим чемпіоном став Бадді Роджерс і відтоді титулом володіли 45 різних чемпіонів, офіційно визнані WWE. Найдовше володіння належить Бруно Саммартіно, який тримав титул від 17 травня 1963 року до 18 січня 1971 року, тобто 2803 дні (7 років, 8 місяців і 1 день). Бруно Саммартіно також належить рекорд найдовшого загального володіння титулом — 4040 днів. Найкоротше володіння титулом належить Андре Гіганту, який офіційно тримав титул протягом 30 секунд. Наймолодший чемпіон — Брок Леснар, який виграв титул у віці 25 років. Найстаріший чемпіон — Вінс Макмен, який виграв титул у віці 54 років. Джон Сіна володіє рекордом найбільшої кількості володінь — 14 разів.
Чинний чемпіон — Коді Роудс.